# Riu Gan
El riu Gan (xinès: 赣江; pinyin: Gàn jiāng; gan: Kōm-kong) és un riu que flueix a través de la part occidental de la província de Jiangxi, Xina. Es tracta d'un afluent del curs inferior del Iang-Tsé. Té una longitud de 751 quilòmetres (991 amb les capçaleres) i drena una conca d'uns 83.500 km², més gran que els països com la República Txeca, Panamà o Sèrbia. És la principal columna vertebral geogràfica de Jiangxi, i dona nom a la llengua gan.

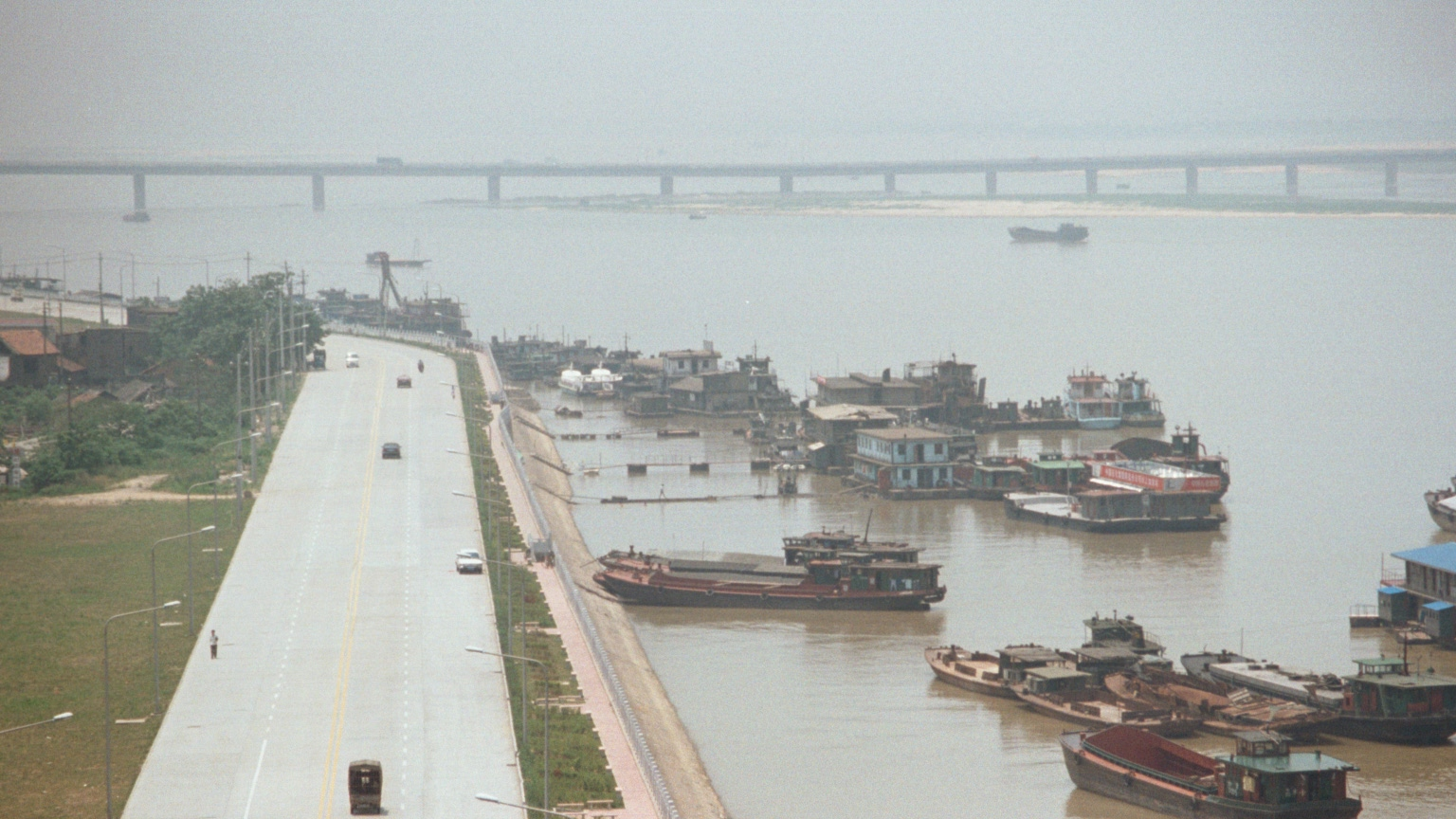
Vista de Nanchang, a la riba del llac Poyang

Discorre en general en direcció nord a través de Jiangxi fins a desembocar al llac Poyang (3.585 km²), un llac que desguassa al riu Iang-Tsé. És la principal artèria de la ciutat de Nanchang, la capital de la província de Jiangxi, localitzada al marge occidental del llac Poyang.
El seu principal tributari és el riu Xin (信江), a més dels rius Xiang, Lian Jiang, Meijiang, Jiang Ping i Jiang Tao.